# Parus major
El carbonero común (Parus major) es una especie de ave paseriforme de la familia de los páridos (Paridae). Es una especie ampliamente distribuida, siendo muy común en Europa y Asia, en bosques de todo tipo. Es sedentario y la mayoría de sus individuos no son migradores.

## Descripción

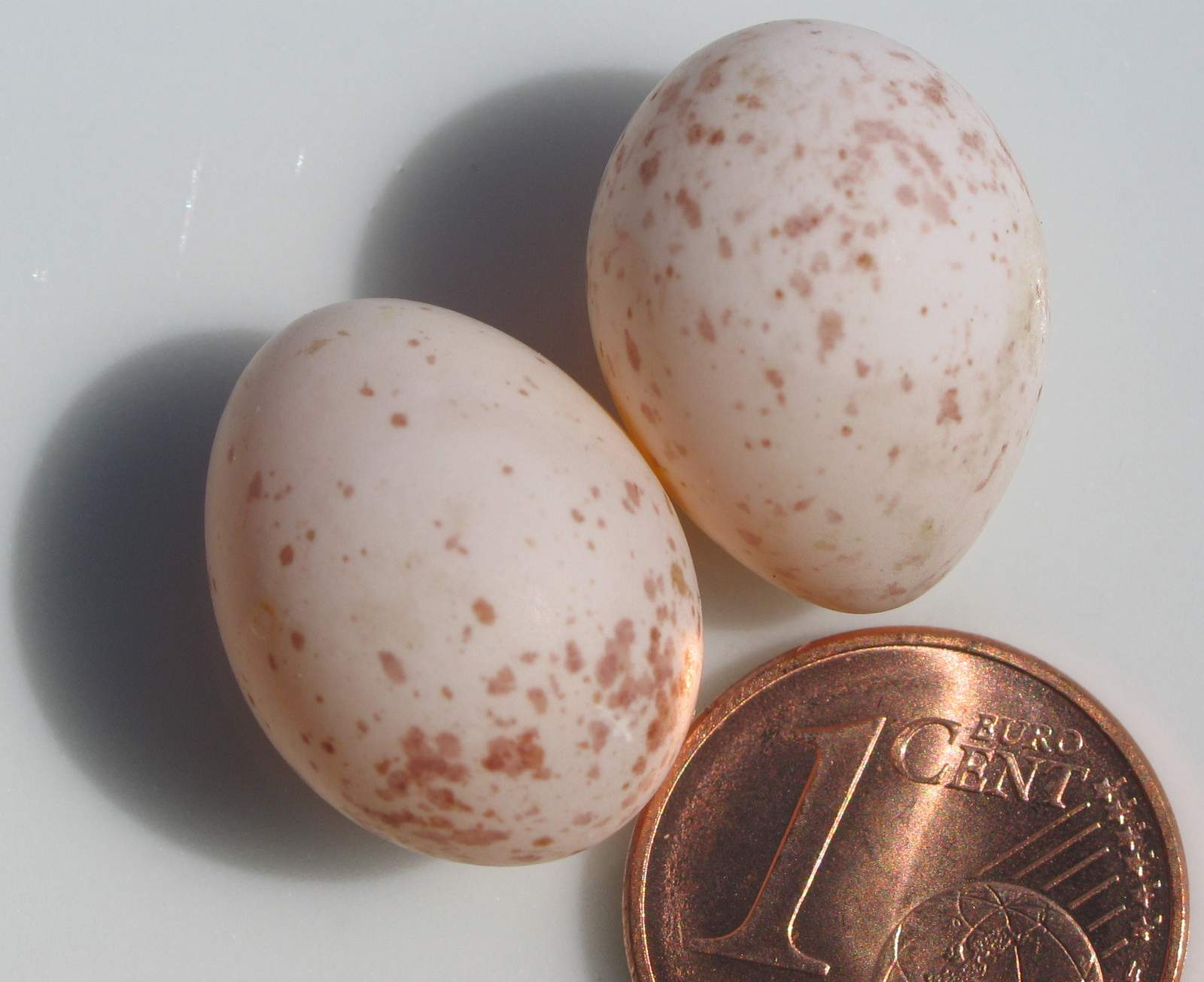
Huevos de carbonero y relación de tamaño.

Es un párido fácil de reconocer. Mide unos 14 cm, y presenta una banda negra (más ancha en los machos) a lo largo de su pecho amarillo. El cuello y la cabeza son negros, con mejillas blancas. Las partes superiores son verde oliva. Como muchos otros páridos, dispone de una gran variedad de cantos. El más reconocible de ellos es un chi-chi-pán, muy claro y audible a larga distancia.

## Alimentación
Su dieta es insectívora. Se alimenta de coleópteros e himenópteros, y en primavera consume larvas de lepidópteros. Además, en otoño incorpora frutos de zarzas, saúcos, etc.

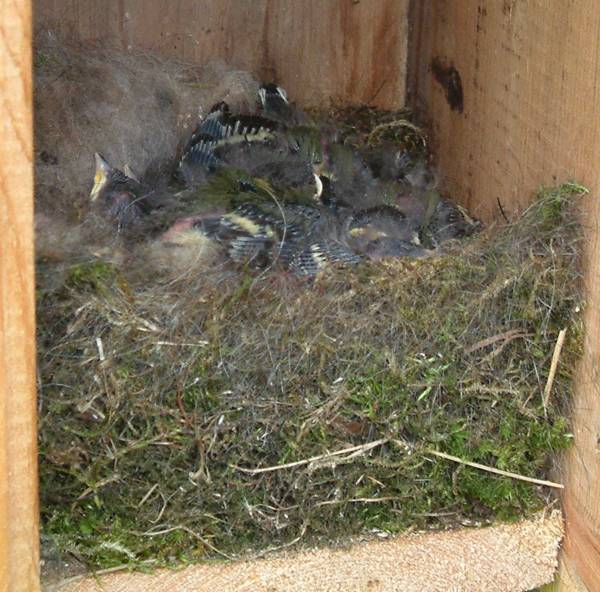
Interior del nido. El tiempo que tardan en abrirse los huevos va de entre veinticinco y treinta días. Nótese la gran cantidad de material bajo los pollos.

## Reproducción
Anida sobre todo en agujeros de árboles, huecos en muros y taludes, grietas de rocas, etc., así como cajas nido preparadas por el humano, e incluso macetas abandonadas y objetos similares de los humanos. El nido está relleno de gran cantidad de musgo, pelo, lana y alguna pluma. Las puestas se extienden entre abril y junio, y constan de entre seis y ocho huevos. Estos son blancos, con motas rojizas por toda su superficie.
La incubación es realizada por ambos individuos de la pareja.